# Арлінгтон (Іллінойс)
Арлінгтон (англ. Arlington) — селище (англ. village) в США, в окрузі Бюро штату Іллінойс. Населення — 169 осіб (2020).

## Географія
Арлінгтон розташований за координатами 41°28′18″ пн. ш. 89°14′54″ зх. д. / 41.47167° пн. ш. 89.24833° зх. д. (41.471656, -89.248282).  За даними Бюро перепису населення США в 2010 році селище мало площу 1,03 км², уся площа — суходіл.

## Демографія
Згідно з переписом 2010 року, у селищі мешкали 193 особи в 75 домогосподарствах у складі 51 родини. Густота населення становила 188 осіб/км².  Було 86 помешкань (84/км²).
Расовий склад населення:
| - 94,3 % — білих - 3,1 % — осіб інших рас |

До двох чи більше рас належало 2,6 %. Частка іспаномовних становила 3,1 % від усіх жителів.
За віковим діапазоном населення розподілялося таким чином: 19,7 % — особи молодші 18 років, 68,9 % — особи у віці 18—64 років, 11,4 % — особи у віці 65 років та старші. Медіана віку мешканця становила 39,5 року. На 100 осіб жіночої статі у селищі припадало 116,9 чоловіків;  на 100 жінок у віці від 18 років та старших — 103,9 чоловіків також старших 18 років.
Середній дохід на одне домашнє господарство  становив 59 265 доларів США (медіана — 51 250), а середній дохід на одну сім'ю — 70 553 долари (медіана — 60 417). За межею бідності перебувало 7,8 % осіб, у тому числі 11,1 % дітей у віці до 18 років та 10,0 % осіб у віці 65 років та старших.
Цивільне працевлаштоване населення становило 84 особи. Основні галузі зайнятості: виробництво — 16,7 %, освіта, охорона здоров'я та соціальна допомога — 16,7 %, транспорт — 15,5 %.